# Floyd Little
Floyd Douglas Little (New Haven, Connecticut, 4 de julio de 1942-Henderson, Nevada, 1 de enero de 2021), más conocido como Floyd Little, fue un jugador profesional estadounidense de fútbol americano que se desempeñó en la posición de running back en la National Football League (NFL). Es miembro del Salón de la Fama del Fútbol Americano Profesional.

## Carrera
Little jugó como profesional nueve temporadas en Denver Broncos (1967-1975), equipo en el que se retiró.

## Reconocimiento
El 7 de agosto de 2010, ingresó como miembro al Salón de la Fama del Fútbol Americano Profesional.